# Mitko Mitrev
Mitko Mitrev (bolgár: Митко Митрев) (1952. április 20. – 2021. november 4.) bolgár nemzetközi labdarúgó-játékvezető.

## Pályafutása

### Nemzeti játékvezetés
1991-ben lett az I. Liga játékvezetője. A nemzeti játékvezetéstől 2000-ben vonult vissza.

#### Nemzeti kupamérkőzések
Vezetett Kupa-döntők száma: 1.

##### Bolgár Kupa
| Időpont        | Helyszín                     | Mérkőzés típusa | Mérkőzés                  | Eredmény | Nézők száma |
| -------------- | ---------------------------- | --------------- | ------------------------- | -------- | ----------- |
| 1996. május 1. | Vasil Levski Stadion, Szófia | döntő           | Slavia Sofia–Levski Sofia | 4 : 0    | 22 000      |

### Nemzetközi játékvezetés
A Bolgár labdarúgó-szövetség Játékvezető Bizottsága (JB) 1992-ben terjesztette fel nemzetközi játékvezetőnek, a Nemzetközi Labdarúgó-szövetség (FIFA) bíróinak keretébe. Több nemzetek közötti válogatott és klubmérkőzést vezetett. A bolgár nemzetközi játékvezetők rangsorában, a világbajnokság-Európa-bajnokság sorrendjében többedmagával a 12. helyet foglalja el 2 találkozó szolgálatával. Az aktív nemzetközi játékvezetéstől 2000-ben búcsúzott.

#### Európa-bajnokság
Az európai-labdarúgó torna döntőjéhez vezető úton Angliába a X., az 1996-os labdarúgó-Európa-bajnokságra az UEFA JB játékvezetőként foglalkoztatta.
| Időpont          | Helyszín                | Mérkőzés típusa           | Mérkőzés                    | Eredmény | Nézők száma |
| ---------------- | ----------------------- | ------------------------- | --------------------------- | -------- | ----------- |
| 1995. október 7. | Razdan Stadion, Jereván | előselejtező (2. csoport) | Belgium–Örményország        | 0 : 2    | 8 000       |
| 1971. február 3. | OFI Stadion, Iraklion   | előselejtező (8. csoport) | Görögország–Feröer-szigetek | 5 : 0    | 9 088       |